# Epiplema brunnea
Epiplema brunnea är en fjärilsart som beskrevs av W. Warren 1905. Epiplema brunnea ingår i släktet Epiplema och familjen Uraniidae. Inga underarter finns listade i Catalogue of Life.